# إيفيريت هارب
إيفيريت هارب (بالإنجليزية: Everette Harp)‏ هو عازف جاز أمريكي، ولد في 17 أغسطس 1961 في هيوستن في الولايات المتحدة.

## وصلات خارجية
- الموقع الرسمي
- إيفيريت هارب على موقع ميوزك برينز (الإنجليزية)
- إيفيريت هارب على موقع أول ميوزيك (الإنجليزية)
- إيفيريت هارب على موقع ديسكوغز (الإنجليزية)